# Saint-Jean-de-Fos
Saint-Jean-de-Fos is een gemeente in het Franse departement Hérault (regio Occitanie). De plaats maakt deel uit van het arrondissement Lodève. Saint-Jean-de-Fos telde op 1 januari 2022 1.743 inwoners.

## Geografie
De oppervlakte van Saint-Jean-de-Fos bedroeg op 1 januari 2022 14,19 vierkante kilometer; de bevolkingsdichtheid was toen 122,8 inwoners per km².

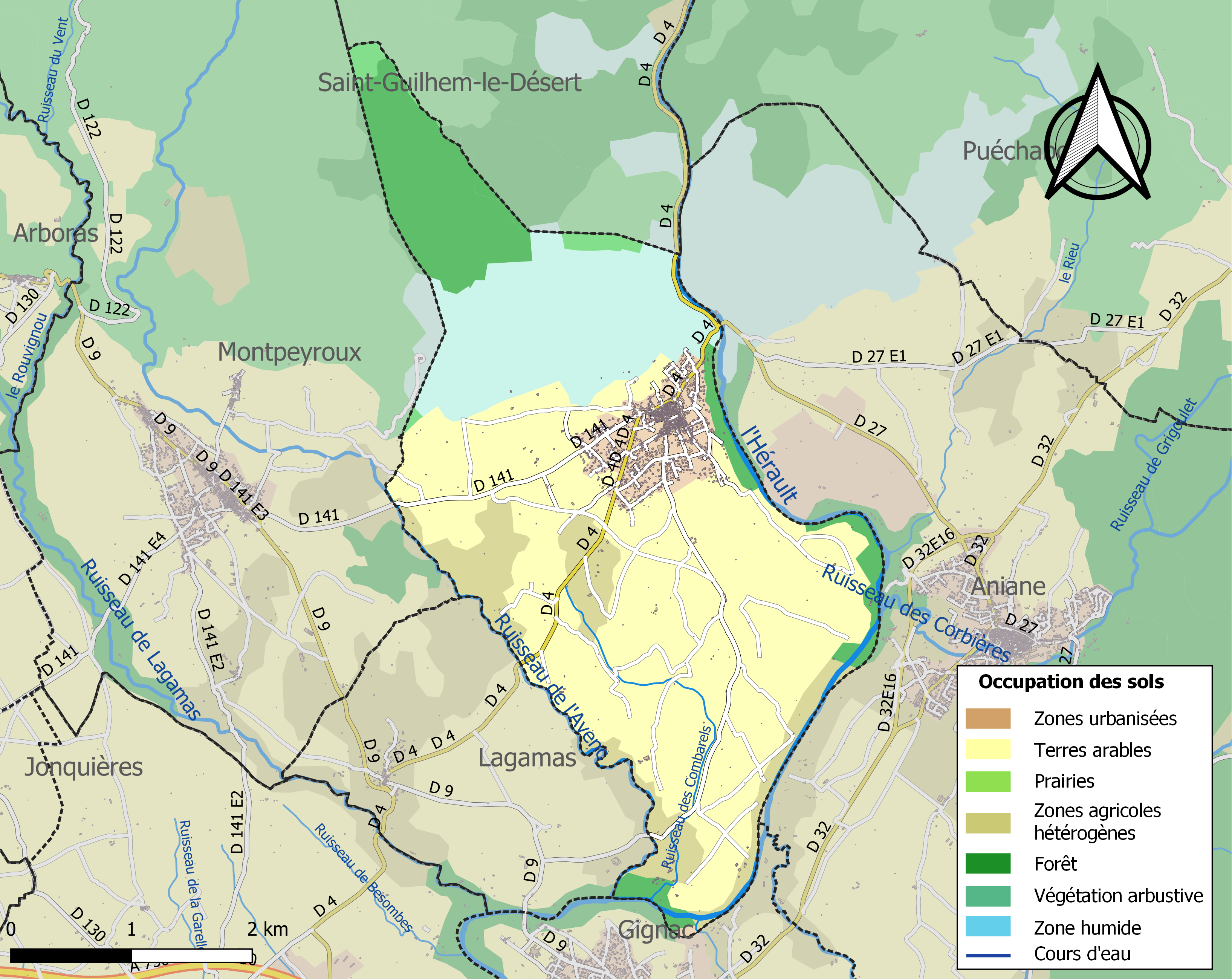
Kaart van de gemeente met belangrijkste infrastructuur, bodemgebruik en omliggende gemeenten

## Demografie
Onderstaande figuur toont het verloop van het inwonertal (bron: INSEE-tellingen).